# Przygody Scyzoryka
Przygody Scyzoryka – książka Hanny Ożogowskiej wydana w 1980 roku przez Młodzieżową Agencję Wydawniczą, a później przez wydawnictwa Zielona Sowa i Akapit-Press.